# Transferência bielíptica

Uma transferência bi-elíptica de uma órbita circular baixa (azul escuro), para uma órbita circular mais alta (vermelha).

Em astronáutica e engenharia aeroespacial, a transferência bi-elíptica é uma manobra orbital que move uma espaçonave de uma órbita para outra, e pode, em certas situações, requerer um delta-v menor que uma manobra de transferência de Hohmann.[carece de fontes?]
Enquanto em geral, as transferências bi-elípticas, requerem mais acionamento dos motores e um tempo maior de viagem que a tranferência de Hohmann, algumas delas requerem um delta-v total menor quando a proporção do final para o inicial é 11,94 ou maior, dependendo do eixo semi-maior intermediário escolhido.
A ideia da trajetória de transferência bi-elíptica foi publicada pela primeira vez por Ary Sternfeld em 1934.